# François Cadoret
Pour les articles homonymes, voir Cadoret.
François Cadoret, né le 13 février 1887 à Riec-sur-Bélon (Finistère) et décédé le 24 juillet 1948 dans la même ville, est un homme politique français.
Ostréiculteur à Riec-sur-Bélon, et directeur d'une fabrique de conserves, il est conseiller municipal en 1912, puis maire de Riec-sur-Bélon en 1919. De 1922 à 1945, il est conseiller général du canton de Pont-Aven. Il est député du Finistère de 1930 à 1936, inscrit au groupe radical-socialiste. Après 1932, il est président de la commission de la Marine marchande. Il est membre du conseil supérieur des Pêches. Il fut le premier président de la fédération française de rugby à XIII. Il a été en poste de 1934 à 1941. À noter qu'à cette époque la fédération française de rugby à XIII avait pour nom ligue française de rugby à XIII

## Biographie
François Cadoret est député-maire d'une commune du Finistère, Riec-sur-Bélon.
Il devient le 6 avril 1934 le premier président de la fédération française de rugby à XIII en tant que sportif pratiquant et ancien joueur de football. Il effectue pour ce nouveau code de rugby implanté en France une demande d'admission de la fédération de rugby à XIII au comité national des sports le 1er mai 1934.
En 1937, il se présente aux élections sénatoriales.

## Différentes actions
Il négocie avec la commune de Roanne, pour que celle-ci, malgré l'opposition des quinzistes locaux, autorise le nouveau club de XIII de la ville à utiliser le Parc des Sports.
Dans le contexte de l'interdiction du rugby à XIII par Vichy, alors qu'il habite dans la zone occupée, il démissionne en signe de protestation.
En 1947, Il sera néanmoins décoré par un de ses successeurs, Paul Barrière, de la « Médaille de la reconnaissance de la Fédération française de Jeu à XIII ».